# La Boqueria

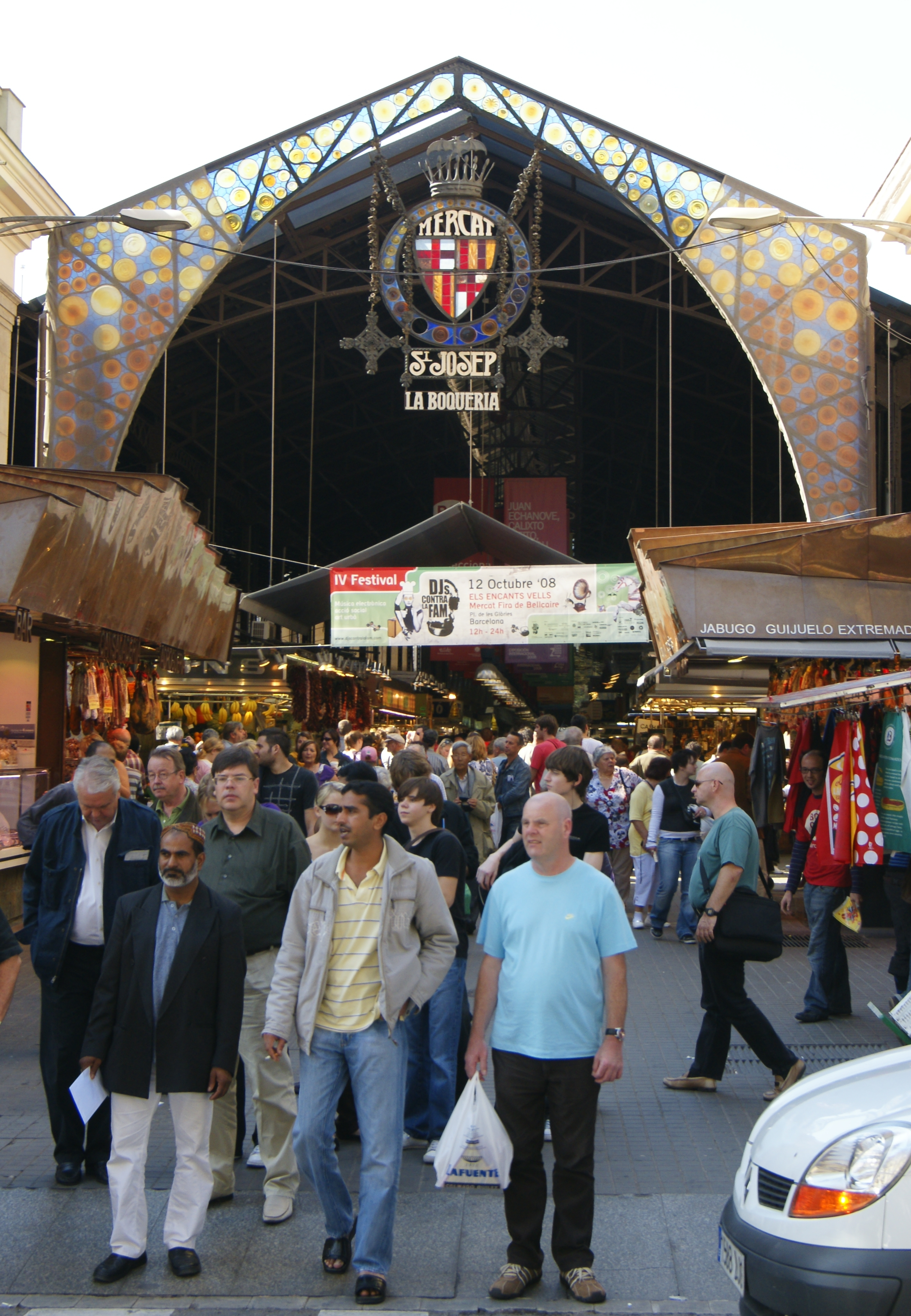
La Boqueria

La Boqueria – wielki bazar miejski położony przy ulicy La Rambla w Barcelonie, niedaleko Gran Teatre del Liceu – opery barcelońskiej.

## Historia
Pierwsza wzmianka na temat La Boqueria pochodzi z 1217 roku kiedy bazar służył jako targowisko, na którym sprzedawano mięso oraz jego przetwory. Od 1470 r. bazar był miejscem sprzedawania oraz kupna świń z całej Katalonii. Wówczas bazar nazywał się Mercat Bornet jednakże w 1794 roku zmienionego jego nazwę na Mercat de la Palla. La Boqueria była w ówczesnych czasach jedynie bazarem pomocniczym, oficjalnie nie zarejestrowanym, którego zadaniem było odciążenie ruchu na głównym rynku targowym miasta – Plaça Nova.
Na początku XIX wieku na La Rambla zaczęły powstawać liczne rzeźnie oraz sklepy rybne, co zwiększyło obrót towarami na La Boqueria. Widząc zaistniałą sytuację, lokalne władze postanowiły zburzyć dotychczasowy budynek La Boqueria i wybudować nowy bazar wraz z halami targowymi. Powstał w miejscu zburzonego w 1835 klasztoru św. Józefa. Prace budowlane ruszyły w 1840 roku pod nadzorem barcelońskiego architekta Mas Vilii. W czasie trwania budowy początkowe projekty budynku było często modyfikowane, a ostateczne zakończenie budowy odbyło się w 1853 roku. W 1911 roku zbudowano i otwarto do użytku nową halę targową do sprzedaży ryb, w 1913 zainstalowano kutą bramę, a rok później La Boqueria doczekała się metalowego dachu.
Obecnie bazar La Boqueria jest jednym z największych miejsc handlowych w Barcelonie, a także jedną z atrakcji turystycznych Barcelony. Handluje się tu rybami, owocami morza, mięsem, sokami, słodyczami oraz warzywami i owocami.